# 䖡蚭
䖡蚭是革翅目蠼螋科的一個蠼螋物種。

## 型態描述
體赤褐或黑褐色，頭部黃褐色。觸角分成十二節。前胸兩側黃色，翅鞘不及體之1/3長，缺後翅，腹部後端小，中部膨大，胸及下腳0黃色，尾鋏內側生小齒，末端處彎曲如弓，如拔釘之鉗子。多棲於屋內，為蠶之害蟲。